# Ledeč nad Sázavou
Ledeč nad Sázavou (ženského rodu: ta Ledeč, německy Ledetsch an der Sasau) je historické město ve středním Posázaví, ve středu České republiky, ležící na severozápadě kraje Vysočina. Od okresního města Havlíčkova Brodu leží asi 30 km západně, od krajského města Jihlavy asi 45 km severozápadně. Město leží na obou březích řeky Sázavy, na pravém břehu na skále stojí hrad z poloviny 13. století. Na levém břehu leží historické jádro města s gotickým kostelem sv. Petra a Pavla, které je od roku 2003 vyhlášeno městskou památkovou zónou.
V Ledči žije přibližně 4 700 obyvatel. Skládá se z místních částí Ledeč nad Sázavou, Habrek, Horní Ledeč, Obrvaň a Souboř. Prochází tudy silnice druhé třídy 130, 150 a 339 a železniční trať číslo 212. Město má vlastní poštovní úřad, mateřskou školu, základní školu, gymnázium s vyšší odbornou školou, služebnu policie i jednotku profesionálních hasičů.

## Název
Název města Ledeč nad Sázavou je pravděpodobně odvozeno od staroslovanského slova „ledina“, jenž označuje ladem ležící krajinu, nebo od slova „léč“, a to proto, že všude kolem byly hluboké lesy, v nichž se líčily pasti na divokou zvěř. Dále je pak místo zaneseno v listinách a mapách pod německými a latinskými názvy jako Ledeiz (1257), Ledech (1262), Ledecz (1405), Ledetsch, Ledecium či Ledetsch an der Sasau. V 19. století se pak jméno města ustálilo na Ledeč. Toto jméno bylo používáno až do roku 1921, kdy bylo pro usnadnění poštovní služby rozšířeno na současnou podobu – Ledeč nad Sázavou.

## Historie

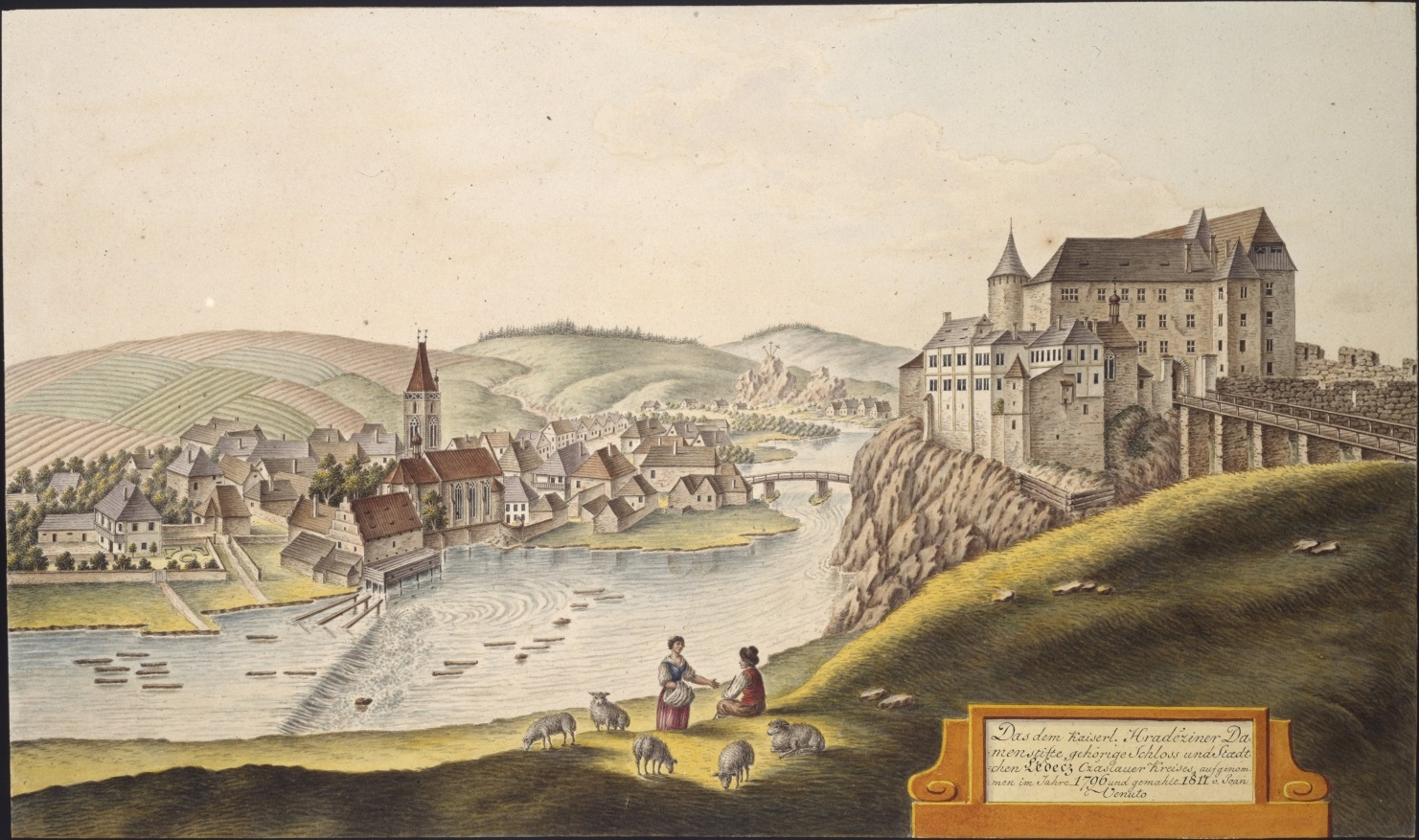
Ledecz 1796

Jméno osady Ledeč se zmiňuje již ve 12. století, město patřilo vladykům z Ledče, z nichž prvý známý rytíř byl roku 1220 pochován v chrámu svatého Víta v Praze. Poslední z rodu byl Mikuláš z Ledče, známý svou náboženskou snášenlivostí, kterého roku 1436 král Zikmund Lucemburský jmenoval nejvyšším úředníkem a kmetem zemského soudu. Město bylo v této době nejvýznamnější středisko kulturně–nábožensko-politického dění ve středním Posázaví.
Ledečské panství pak připadlo bratřím Jindřichovi a Janovi Ledečským z Říčan. V roce 1536, za faráře Adama Malcáta, byla dokončena věž u kostela sv. Petra a Pavla. Poslední z rodu, Buryan Ledečský z Říčan (Burian Ledecký), odkázal statek Ledeč jediné dceři Markétě z Říčan († 1556 v Praze), zasnoubené Zdeňkovi Meziřickému z Lomnice († 1566). Král Vladislav II. povýšil Ledeč na město v roce 1501. Zároveň povolil zřízení magistrátu s právem hrdelním, jako měla jiná královská města. Roku 1562 potvrdil král Ferdinand I. souhrnně všechna městská privilegia a znak. Jan Meziřický z Lomnice zemřel 1569 a jeho sestra Žofie se provdala za Jaroslava Trčku z Lipé. Poslední z rodu, Adam Erdman Trčka z Lípy byl zavražděn s Valdštejnem roku 1634, a císař Ferdinand II. daroval Ledeč 1636 Adrianovi z Enkenfurtu, jehož syn ji prodal 1677 Michaelu Osvaldovi z Thunu. Po jeho smrti roku 1694 připadla jeho dceři, provdané Lichtenštejnové a kníže Josef z Lichtenštejna ji roku 1723 prodal Leopoldu Věžníkovi z Věžník. Roku 1753 koupila Ledeč císařovna Marie Terezie a věnovala Ústavu šlechtičen na Pražském hradě, jemuž patřila až do roku 1918.
V 19. století vznikal v Ledči průmysl (cihelny, vápenka, továrna na lepenku aj.), roku 1903 byla připojena na železnici do Čerčan a roku 1905 do Kutné Hory. Během 20. století však město pomalu ztrácelo na významu a průmysl se rozvíjel spíš v nedaleké Zruči nad Sázavou.
To se však změnilo po druhé světové válce, když československá vláda v roce 1950 rozhodla o přesunutí čerstvě založeného podniku KOVO-FINIŠ, n.p. do závodu původně plánovaného na výrobu plyše a stuh Krimet v Ledči nad Sázavou. Kovofiniš položil základy technologiím pro povrchové úpravy v Československu, založil tradici povrchové úpravy v Ledči nad Sázavou a učinil z Ledče nad Sázavou centrum strojírenské výroby. Kovofiniš se rozrostl na největší průmyslový podnik v kraji a v 80. letech zaměstnával přes 2500 zaměstnanců. Po roce 1989 se Kovofiniš rozpadl na celou řadu menších firem. Od roku 1998 má Kovofiniš nové majitele.
V letech 2006–2010 působil jako starosta Stanislav Vrba, od roku 2010 tuto funkci zastává Petr Vaněk.

## Přírodní poměry
Území města Ledeč nad Sázavou leží na Českomoravské vrchovině v geomorfologickém celku Křemešnická vrchovina, v podcelku Želivská pahorkatina. Nadmořská výška města se pohybuje od 350 po 620 m n. m.. Geologicky je oblast Ledečska součástí Moldanubika, které zahrnuje téměř celou jižní část České Vysočiny. V Ledči se projevují dvě hlavní geologické vrstvy, a to třetihorní a starohorní. Třetihorní horniny se vyskytují v podobě sedimentů (písky, štěrky) a starohorní jsou přeměněné horniny, tzn. svorové ruly, pararuly a migmatity. Co se týče hydrologických podmínek území, tak hlavním tokem je řeka Sázava protékající přímo městem Ledeč nad Sázavou, které leží zhruba na polovině z celkové délky 225 km. Dané území náleží do povodí Labe, tedy do úmoří Severního moře.

### Klima
Z klimatického hlediska leží ledečské území v mírně teplé oblasti. Průměrný roční úhrn srážek se pohybuje mezi 700 až 800 mm (na jaře mezi 200–250 mm, v létě mezi 200–250 mm, na podzim mezi 125–150 mm a v zimě mezi 125–150 mm). Průměrný počet dní v roce se sněhovou pokrývkou je 80–100. Průměrná roční teplota vzduchu je 6–7 °C (průměrná teplota vzduchu na jaře je 7–8 °C, v létě 14–15 °C, na podzim 7–8 °C a v zimě –1 až –2 °C).

| Ledeč nad Sázavou – podnebí | Ledeč nad Sázavou – podnebí | Ledeč nad Sázavou – podnebí | Ledeč nad Sázavou – podnebí | Ledeč nad Sázavou – podnebí | Ledeč nad Sázavou – podnebí | Ledeč nad Sázavou – podnebí | Ledeč nad Sázavou – podnebí | Ledeč nad Sázavou – podnebí | Ledeč nad Sázavou – podnebí | Ledeč nad Sázavou – podnebí | Ledeč nad Sázavou – podnebí | Ledeč nad Sázavou – podnebí | Ledeč nad Sázavou – podnebí |
| Období                      | leden                       | únor                        | březen                      | duben                       | květen                      | červen                      | červenec                    | srpen                       | září                        | říjen                       | listopad                    | prosinec                    | rok                         |
| --------------------------- | --------------------------- | --------------------------- | --------------------------- | --------------------------- | --------------------------- | --------------------------- | --------------------------- | --------------------------- | --------------------------- | --------------------------- | --------------------------- | --------------------------- | --------------------------- |
| Průměrné denní maximum [°C] | 1                           | 3                           | 7                           | 13                          | 18                          | 21                          | 23                          | 23                          | 18                          | 12                          | 6                           | 2                           | 12                          |
| Průměrné denní minimum [°C] | −4                          | −4                          | −1                          | 3                           | 7                           | 10                          | 12                          | 12                          | 8                           | 4                           | 0                           | −4                          | 4                           |
| Průměrné srážky [mm]        | 40                          | 31                          | 40                          | 36                          | 59                          | 78                          | 81                          | 78                          | 57                          | 37                          | 39                          | 37                          | 613                         |
| Zdroj: MSN Weather          |                             |                             |                             |                             |                             |                             |                             |                             |                             |                             |                             |                             |                             |

## Obyvatelstvo

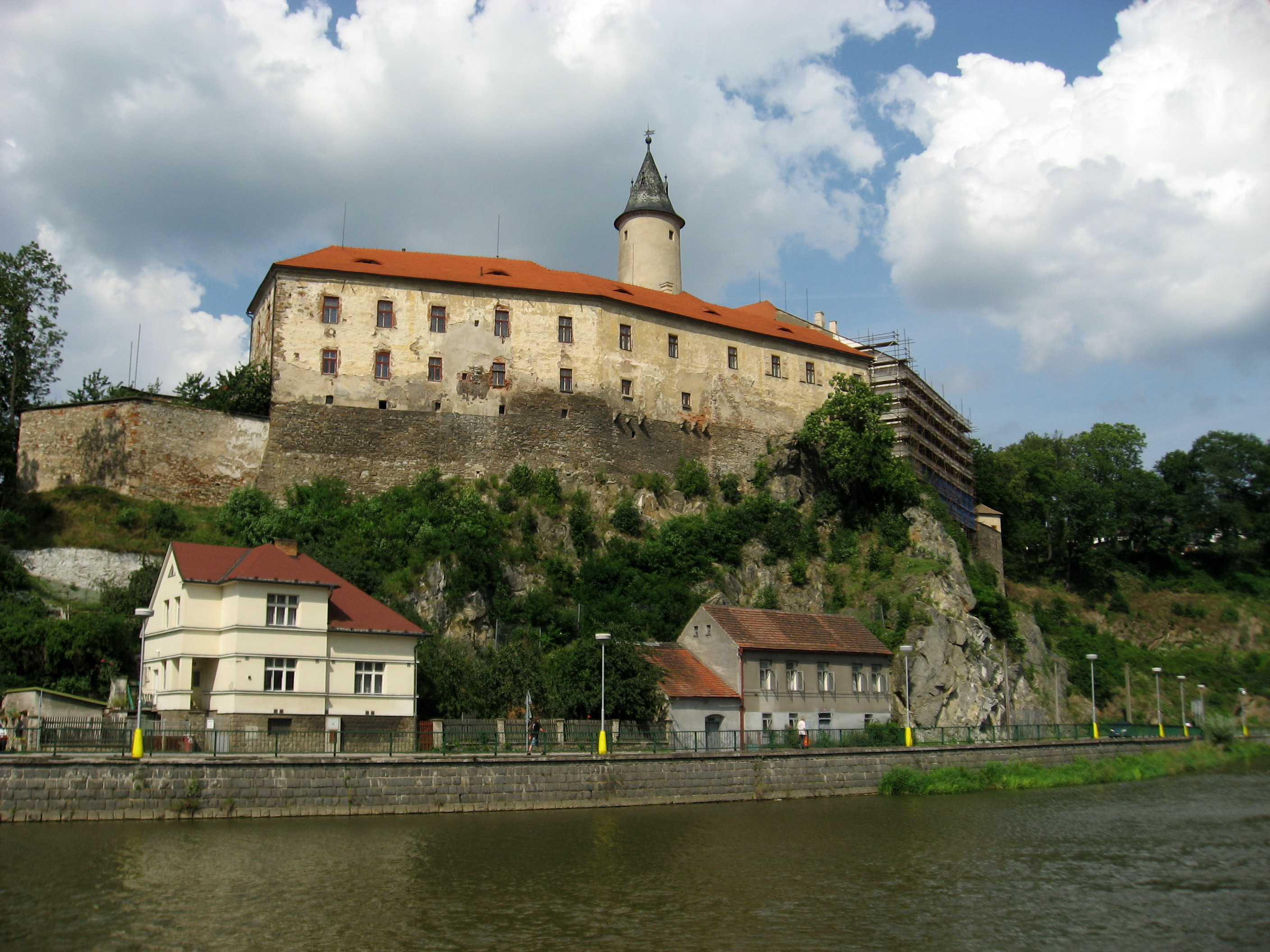
Ledeč, hrad od jihu

### Struktura
Ve městě k počátku roku 2015 žilo celkem 5346 obyvatel. Z nich bylo 2 619 mužů a žen o přibližně sto více (2 727). Průměrný věk obyvatel města dosahoval 45 let. Dle Sčítání lidu, domů a bytů provedeném v roce 2011, kdy ve městě žilo 5 381 lidí, bylo nejvíce obyvatel (16 %) ve věku od 50 do 59 let. Děti do 14 let věku tvořily 11 % obyvatel a senioři nad 70 let úhrnem 13 %. Z celkem 4 780 občanů města starších 15 let mělo 35 % nejvyšší ukončené vzdělání úplné střední bez maturity. Počet vysokoškoláků dosahoval téměř 10 % a bez vzdělání byla naopak 1 % obyvatel. Z cenzu dále vyplývá, že ve městě žilo 2 632 ekonomicky aktivních občanů. Celkem 90 % z nich se řadilo mezi zaměstnané, z nichž 73 % patřilo mezi zaměstnance, 3 % k zaměstnavatelům a zbytek pracoval na vlastní účet. Oproti tomu celých 49 % občanů nebylo ekonomicky aktivní (to jsou například nepracující důchodci či žáci, studenti nebo učni) a zbytek svou ekonomickou aktivitu uvést nechtěl. Úhrnem 68 obyvatel města pracovalo v zemědělství, lesnictví či rybolovu a dalších 1 005 pracovalo ve službách. Úhrnem 3 913 obyvatel obce, což je více než 70 %, se hlásilo k české národnosti. Dále 7 obyvatel bylo Slováků, 8 Vietnamců, 7 Poláků, 6 Moravanů, 5 Ukrajinců a 2 Němci. Celých 1 326 obyvatel města však svou národnost neuvedlo.
Vývoj počtu obyvatel za celou obec i za jeho jednotlivé části uvádí tabulka níže, ve které se zobrazuje i příslušnost jednotlivých částí k obci či následné odtržení.
| Část města (rok přičlenění k městu) | Část města (rok přičlenění k městu) | 1869  | 1880  | 1890  | 1900  | 1910  | 1921  | 1930  | 1950  | 1961  | 1970  | 1980  | 1991  | 2001  | 2011 |
| ----------------------------------- | ----------------------------------- | ----- | ----- | ----- | ----- | ----- | ----- | ----- | ----- | ----- | ----- | ----- | ----- | ----- | ---- |
| Počet obyvatel                      | Ledeč nad Sázavou                   | 2 104 | 2 349 | 2208  | 2 165 | 2 437 | 2 487 | 2 439 | 2 572 | 3 354 | 4 504 | 5 443 | 5 613 | 5 156 | x    |
| Počet obyvatel                      | Habrek (1985)                       |       |       |       |       |       |       |       |       |       |       |       | 153   | 155   | x    |
| Počet obyvatel                      | Horní Ledeč (1961)                  |       |       |       |       |       |       |       |       | 203   | 213   | 290   | 530   | 585   | x    |
| Počet obyvatel                      | Obrvaň (1985)                       |       |       |       |       |       |       |       |       |       |       |       | 118   | 97    | x    |
| Počet obyvatel                      | Souboř (1985)                       |       |       |       |       |       |       |       |       |       |       |       | 78    | 66    | x    |
| Počet obyvatel                      | Sychrov (1985-2016)                 |       |       |       |       |       |       |       |       |       |       |       | 10    | 7     | x    |
| Počet obyvatel                      | Vrbka (1985-2016)                   |       |       |       |       |       |       |       |       |       |       |       | 69    | 77    | x    |
| Počet obyvatel                      | celé město                          | 2 104 | 2 349 | 2 208 | 2 165 | 2 437 | 2 487 | 2 439 | 2 572 | 3 557 | 4 717 | 5 733 | 6 571 | 6 143 | 5381 |
| Počet domů                          | Ledeč nad Sázavou                   | 257   | 258   | 258   | 260   | 298   | 352   | 451   | 553   | 588   | 666   | 828   | 920   | 905   | x    |
| Počet domů                          | Habrek (1985)                       |       |       |       |       |       |       |       |       |       |       |       | 54    | 56    | x    |
| Počet domů                          | Horní Ledeč (1961)                  |       |       |       |       |       |       |       |       | 35    | 51    | 61    | 150   | 178   | x    |
| Počet domů                          | Obrvaň (1985)                       |       |       |       |       |       |       |       |       |       |       |       | 34    | 35    | x    |
| Počet domů                          | Souboř (1985)                       |       |       |       |       |       |       |       |       |       |       |       | 27    | 29    | x    |
| Počet domů                          | Sychrov (1985-2016)                 |       |       |       |       |       |       |       |       |       |       |       | 11    | 12    | x    |
| Počet domů                          | Vrbka (1985-2016)                   |       |       |       |       |       |       |       |       |       |       |       | 38    | 39    | x    |
| Počet domů                          | celé město                          | 257   | 258   | 258   | 260   | 298   | 352   | 451   | 553   | 623   | 717   | 889   | 1234  | 1254  | 1308 |

### Statistické údaje obyvatelstva od roku 2020
|                     |        | Počet obyvatel v místních částech | Počet obyvatel v místních částech | Počet obyvatel v místních částech | Počet obyvatel v místních částech | Počet obyvatel v místních částech | Počet obyvatel celkem | Průměrný věk | Nejstarší | Nejstarší | Narození | Úmrtí | Uzavřených sňatků               |
|                     |        | Ledeč nad Sázavou                 | Horní Ledeč                       | Habrek                            | Obrvaň                            | Souboř                            | Počet obyvatel celkem | Průměrný věk | muž       | žena      | Narození | Úmrtí | Uzavřených sňatků               |
| ------------------- | ------ | --------------------------------- | --------------------------------- | --------------------------------- | --------------------------------- | --------------------------------- | --------------------- | ------------ | --------- | --------- | -------- | ----- | ------------------------------- |
| 2020 k 31. 12. 2020 | celkem | 4 009                             | 484                               | 198                               | 90                                | 41                                | 4 822                 | 47,22        | 94        | 97        | 36       | 127   | 38, občanských 29, církevních 9 |
| 2020 k 31. 12. 2020 | muži   | 1 946                             | 244                               | 97                                | 42                                | 20                                | 2 349                 | 47,22        | 94        | 97        | 19       | 127   | 38, občanských 29, církevních 9 |
| 2020 k 31. 12. 2020 | ženy   | 2 063                             | 240                               | 101                               | 48                                | 21                                | 2 473                 | 47,22        | 94        | 97        | 17       | 127   | 38, občanských 29, církevních 9 |
| 2021 k 31. 12. 2021 | celkem | 3 919                             | 480                               | 202                               | 93                                | 39                                | 4 733                 | 47,17        | 94        | 98        | 39       |       |                                 |
| 2021 k 31. 12. 2021 | muži   | 1 898                             | 246                               | 99                                | 43                                | 19                                | 2 305                 | 47,17        | 94        | 98        | 19       |       |                                 |
| 2021 k 31. 12. 2021 | ženy   | 2 021                             | 234                               | 103                               | 50                                | 20                                | 2 428                 | 47,17        | 94        | 98        | 20       |       |                                 |
| 2022 k 31. 12. 2022 | celkem | 3 845                             | 478                               | 207                               | 91                                | 39                                | 4 660                 | 47,27        | 95        | 99        | 31       | 65    |                                 |
| 2022 k 31. 12. 2022 | muži   | 1 857                             | 243                               | 103                               | 41                                | 19                                | 2 263                 | 47,27        | 95        | 99        | 19       | 65    |                                 |
| 2022 k 31. 12. 2022 | ženy   | 1 988                             | 235                               | 104                               | 50                                | 20                                | 2 397                 | 47,27        | 95        | 99        | 12       | 65    |                                 |
| 2023 k 1. 2024      | celkem | 3 796                             | 477                               | 212                               | 93                                | 39                                | 4 617                 | 47,67        | 95        | 99        | 29       | 56    |                                 |
| 2023 k 1. 2024      | muži   | 1 836                             | 241                               | 104                               | 42                                | 19                                | 2 242                 | 47,67        | 95        | 99        | 14       | 23    |                                 |
| 2023 k 1. 2024      | ženy   | 1 960                             | 236                               | 108                               | 51                                | 20                                | 2 375                 | 47,67        | 95        | 99        | 15       | 33    |                                 |
| 2024 k 1. 2025      | celkem | 3 723                             | 465                               | 208                               | 92                                | 39                                | 4 527                 | 48,15        | 96        | 98        | 34       | 63    |                                 |
| 2024 k 1. 2025      | muži   | 1 798                             | 232                               | 102                               | 42                                | 19                                | 2 193                 | 48,15        | 96        | 98        | 22       | 34    |                                 |
| 2024 k 1. 2025      | ženy   | 1 925                             | 233                               | 106                               | 50                                | 20                                | 2 334                 | 48,15        | 96        | 98        | 12       | 29    |                                 |

### Náboženský život
Ledeč nad Sázavou je sídlem stejnojmenné římskokatolické farnosti a děkanství. Ta je součástí vikariátu Humpolec královéhradecké diecéze v České provincii. Území zdejší farnosti zahrnuje nejen oblast samotného města, ale také místní části a okolní obce. Hlavním duchovním stánkem farnosti je Děkanský a farní kostel sv. Petra a Pavla, apoštolů v Ledči nad Sázavou. Místním farářem a děkanem je ThDr. Jan Bárta (1956). Diecézi řídí J. E. Mons. JUDr. Ing. Jan Vokál, JU.D., biskup královéhradecký. Dále v diecézi působí pomocný (světící) biskup královéhradecký J. E. Mons. Josef Kajnek.
Při censu prováděném v roce 2011 se 1 311 obyvatel města (24 %) označilo za věřící. Z tohoto počtu se 977 hlásilo k církvi či náboženské obci, a sice 846 obyvatel k římskokatolické církvi (16 % ze všech obyvatel města), 28 k Církvi československé husitské, 14 k Českobratrské církvi evangelické, 8 k Náboženské společnosti Svědkové Jehovovi a dva se hlásili k pravoslavné církvi. Úhrnem 1 487 obyvatel se označilo bez náboženské víry a 2 583 lidí odmítlo na otázku své náboženské víry odpovědět. Lze tedy konstatovat že mezi věřícími měla římskokatolická církev převahu.

## Obecní správa a politika

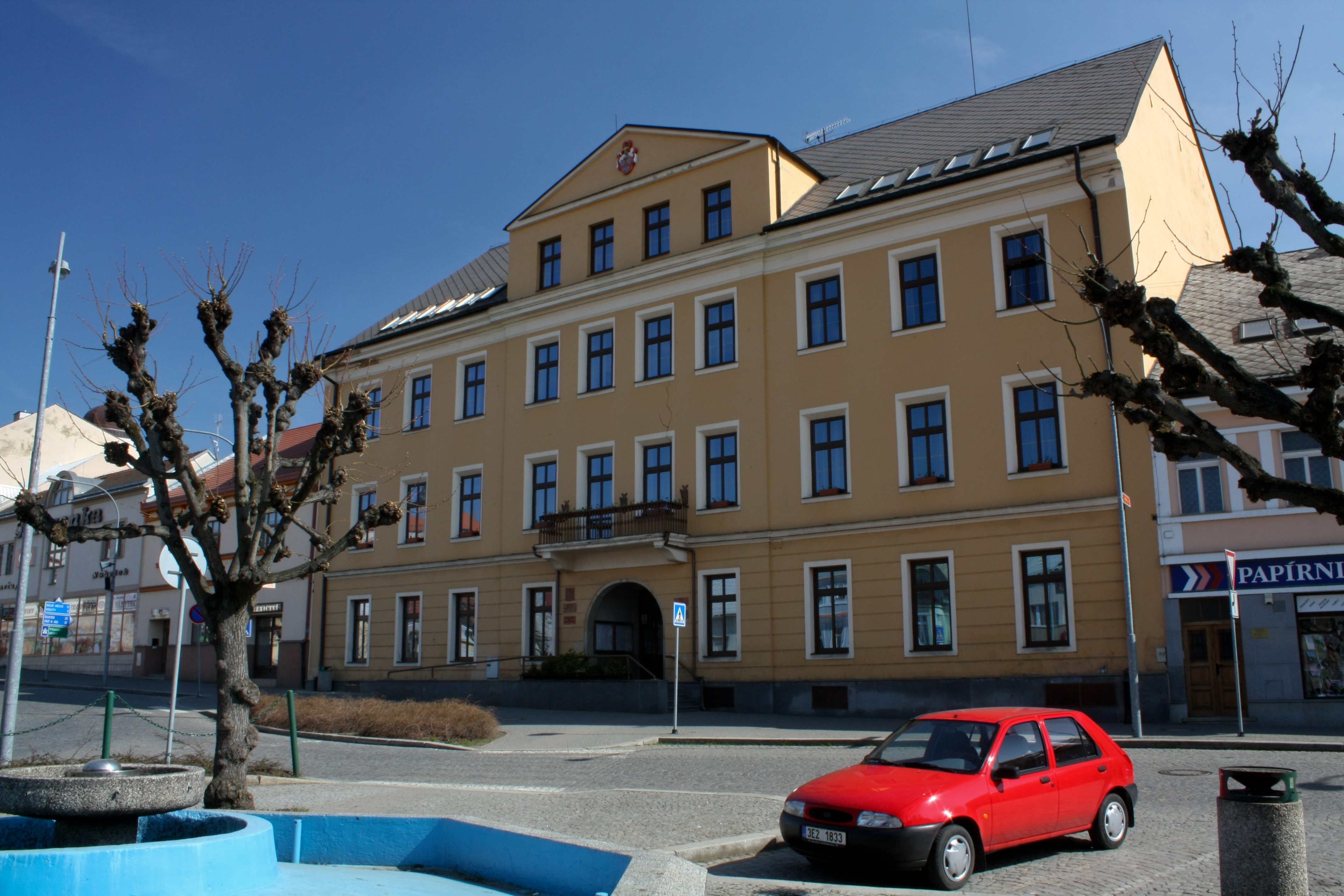
Městský úřad

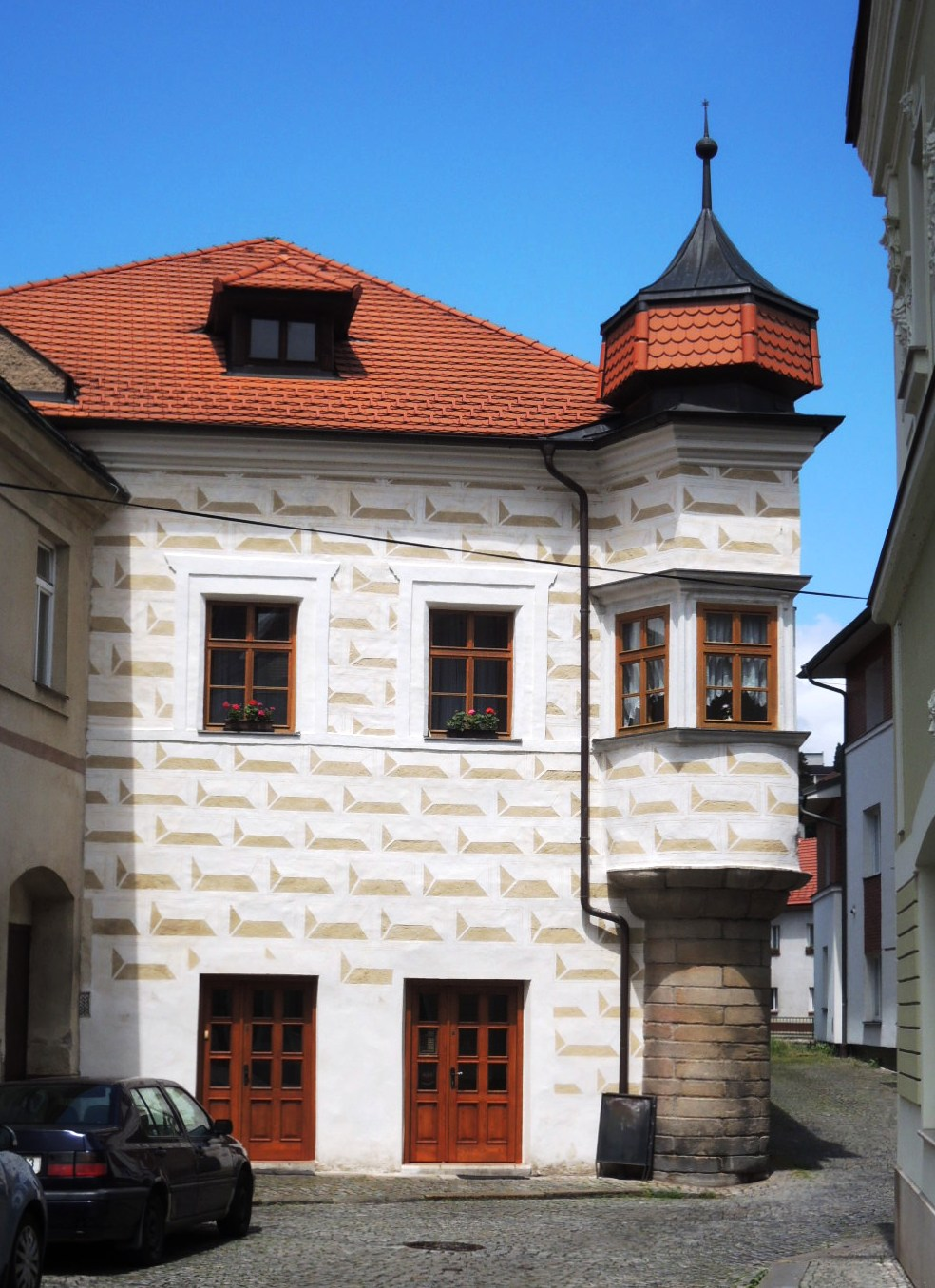
Renesanční dům čp. 76 v Mlýnské ulici

### Členění města
Město je tvořeno pěti místními částmi, a to částí Habrek, Horní Ledeč, Ledeč nad Sázavou, Obrvaň a Souboř.
Další rozložení je pak na 11 samostatných základních sídelních jednotek (Habrek, Horní Ledeč, Ledeč nad Sázavou-podzámčí, Na rámech, Nad Trubačkou, Pod Trubačkou, Podol, Sídliště Stínadla, Velká stráň, Obrvaň, Souboř)  a celé město je utvořeno ze čtyř katastrálních území pojmenovaných Habrek, Ledeč nad Sázavou, Obrvaň a Souboř. Celková plocha katastrálního území má rozlohu 2 224 ha.

### Zastupitelstvo a starosta
Město má patnáctičlenné zastupitelstvo, v jehož čele stojí starosta. Jím je od komunálních voleb konaných roku 2014 Ing. Zdeněk Tůma a jeho místostarosty jsou Ing. Hana Horáková a Ing. Jan Drápela. V těchto volbách kandidovala do zastupitelstva celkem osm uskupení, z nichž šest bylo úspěšných. Nejpočetněji – s 6 mandáty – skončila SNK pro Ledeč (NK), dva mandáty získala Strana zelených (SZ), dva Česká strana sociálně demokratická (ČSSD), dva Občanská demokratická strana (ODS), dva Komunistická strana Čech a Moravy (KSČM) a jeden Křesťanská a demokratická unie – Československá strana lidová (KDU-ČSL).
V komunálních volbách konaných v roce 1994 kandidovaly celkem čtyři uskupení. Nejvíce hlasů tehdy získaly KDU-ČSL, ODS a KSČM, shodně po čtyřech křeslech v obecním zastupitelstvu. Dalších tři připadlo nezávislým kandidátům. O čtyři roky později si voliči vybírali taktéž ze čtyř kandidátek, z nichž nejvíce hlasů získaly ČSSD, ODS a KDU-ČSL, shodně po čtyřech křeslech v zastupitelstvu. Zbylé tři mandáty si vybojovala KSČM. V následujících komunálních volbách konaných roku 2002 kandidovalo pět uskupení. Nejúspěšnější bylo Sdružení nezávislých kandidátů se ziskem pěti mandátů. Po třech zastupitelích získalo na základě výsledků voleb KDU-ČSL a ODS. Zbylé čtyři mandáty si shodně rozdělili KSČM a ČSSD. Pro obecní volby v roce 2006 bylo sestaveno šest kandidátek. Nejvíce mandátů, jako v předchozím volebním období získalo Sdružení nezávislých kandidátů se ziskem pěti mandátů. Druhý nejvyšší počet mandátů tehdy měly ODS a ČSSD (po třech) a zbytek si rozdělili SZ, KDU-ČSL a KSČM. V následujících komunálních volbách konaných roku 2010 kandidovalo sedm uskupení. Nejúspěšnější byla ČSSD se ziskem čtyř mandátů. Po třech zastupitelích získalo SNK po dvou SZ, KSČM a ODS a po jednom KDU-ČSL a TOP 09.

### Znak a vlajka
Znak městu Ledeč nad Sázavou potvrdil císař Ferdinand I. Habsburský v roce 1562 a to díky přímluvám pánů Ledečských z Říčan. Nejstarší vyobrazení znaku je možné spatřit v děkanském kostele sv. Petra a Pavla. Vlajka byla městu Ledeč nad Sázavou udělena usnesením poslanecké sněmovny 19. května 1998 (číslo rozhodnutí 50). Tento dekret převzal 4. června 1998 zástupce starosty pan Karel Urban z rukou předsedy Poslanecké sněmovny Miloše Zemana, na jehož základě Město Ledeč nad Sázavou smí užívat svůj prapor.
Popis znaku: V červeném štítu jsou tři stříbrné leknínové lístky uprostřed spojené, takže dva směřují k rohům a jeden k patě štítu. Nad štítem je turnajský helm se zlatou korunkou a s červenostříbrnými pokrývadly. Nad korunkou jsou dvě rozložená červená křídla a mezi nimi opět stříbrný leknínový trojlist.
Popis vlajky: Červený list s bílým pravoúhle lomeným pruhem širokým jednu devítinu délky listu a vycházejícím z druhé devítiny horního okraje a končícím na druhé dolní šestině vlajícího okraje listu. V takto vymezeném horním poli bílý leknínový trojlist jedním listem dolů. Poměr šířky k délce listu je 2 : 3.

## Školství
Ze školství působí ve městě Ledeč nad Sázavou čtyři příspěvkové organizace zřízené městem. A to základní škola, mateřská škola (tři budovy), základní umělecká škola a středisko volného času. Dále je ve městě gymnázium, střední odborná škola a vyšší odborná škola. Jako zřizovatel je uváděn kraj Vysočina. Před rokem 2014 zde byla i speciální škola, dnes je včleněna do školy základní.
- Základní škola Ledeč nad Sázavou – vznikla rozhodnutím zastupitelstva ze dne 15. srpna 2002 a to sloučením ZŠ Nádražní a ZŠ Komenského. Škola má pět budov. Ve třech budovách probíhá výuka a ve zbylých je tělocvična a jídelna. Na Komenské jsou třídy 1. stupně a ve dvou budovách na Nádražní třídy 2. stupně i s ředitelstvím. Školní jídelna se nachází v blízkosti ulice Nádražní. V přízemí jídelny jsou umístěny dílny. Na škole běží projekty jako „Moderní vyučování“, „Učíme interaktivně“, tvorba vlastního arboreta a další.[41]

- Mateřská škola Ledeč nad Sázavou – je umístěná ve třech budovách a to v ulicích na Stínadlech, 28. října a Družstevní. Celkem mají 8 tříd. Školky jsou po rozsáhlé rekonstrukci s kapacitou 130 dětí.[42]

- Základní umělecká škola Ledeč nad Sázavou – sídlí v prvním patře školní budovy bývalého učiliště Kovofiniš v Nádražní ulici. Škola je členem Asociace ZUŠ ČR a poskytuje vzdělání v tanečním, hudebním, výtvarném a literárně dramatickém oboru. Škola má zcela naplněnou kapacitu 350 žáků. Školní soubory a orchestry reprezentují nejen ZUŠ, ale i město.[43]

- Gymnázium, Střední odborná škola a Vyšší odborná škola Ledeč nad Sázavou. Gymnázium bylo otevřeno 8. září 1946 za účasti ministerstva školství a zemské školní rady. Vyučovat se poprvé začalo 9. září 1946. Začátkem roku 2004 se Gymnázium sloučilo s Vyšší odbornou školou a Integrovanou střední školou. Vznikla tak nová škola pod názvem Gymnázium, SOŠ a VOŠ Ledeč nad Sázavou. Tato nová škola měla v roce 2014 436 studentů. Kapacita školy je 850 žáků.[44]

## Pamětihodnosti

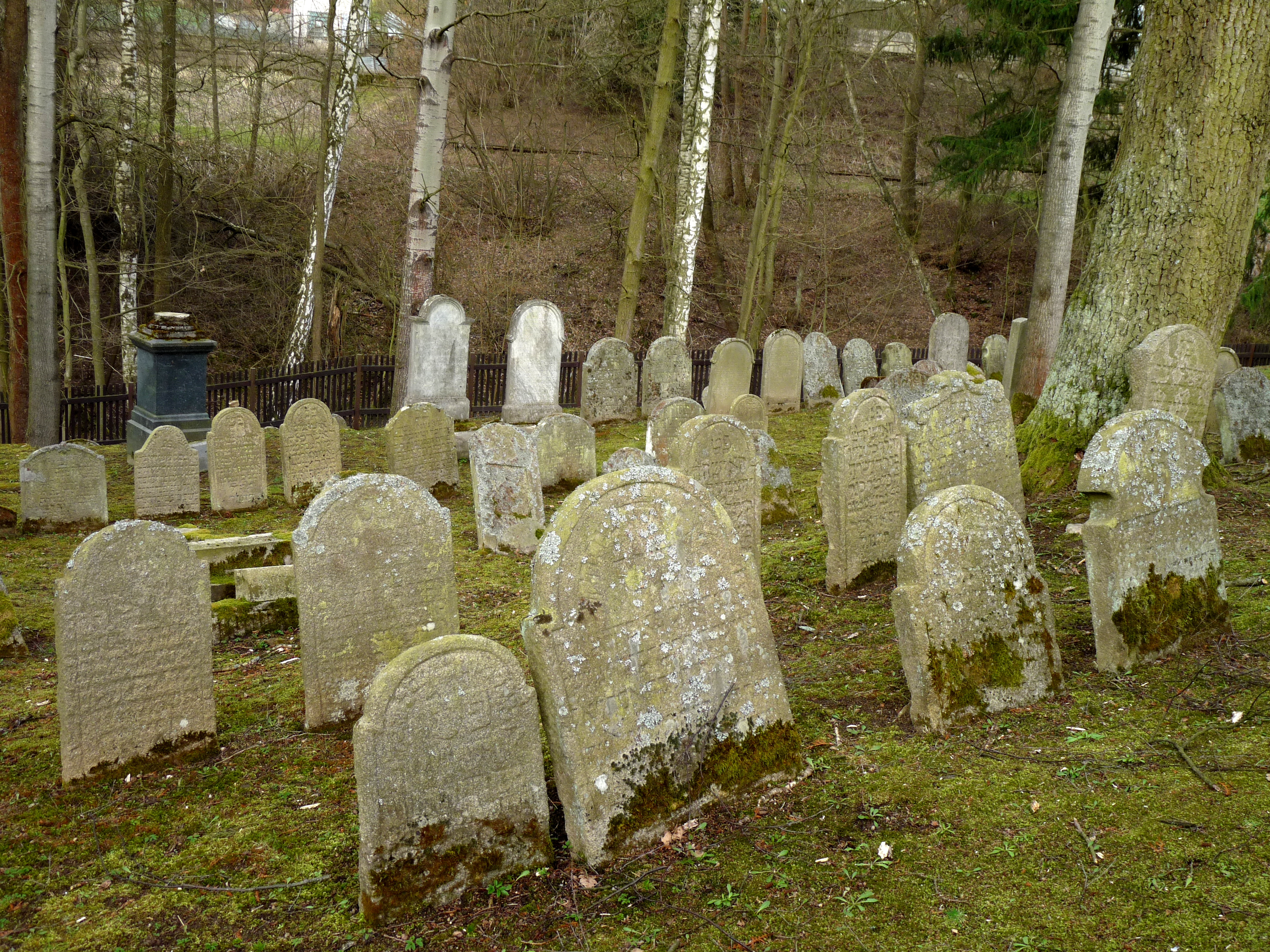
Židovský hřbitov

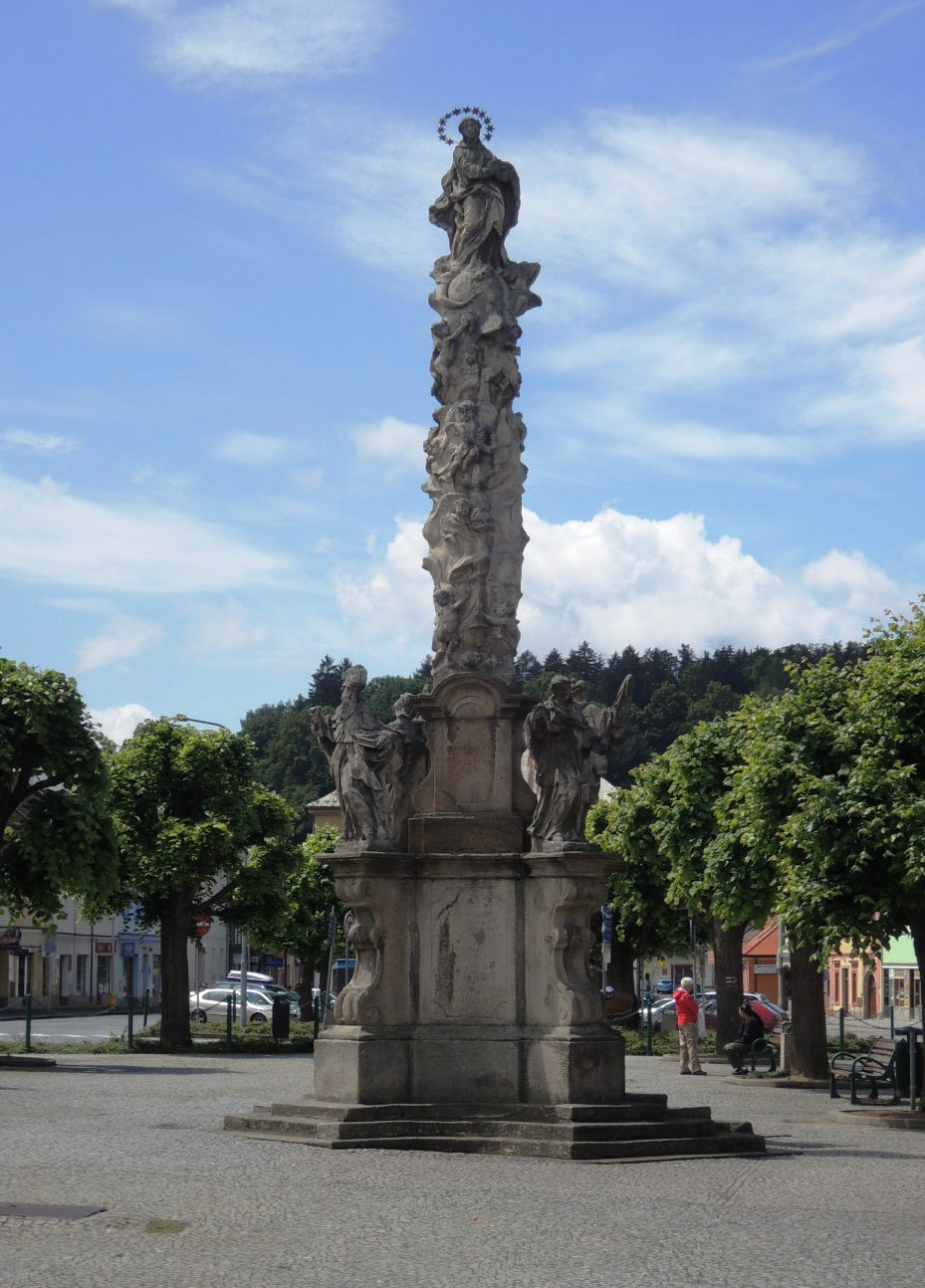
Mariánský sloup na náměstí

- Ledečský hrad, založen v první polovině 13. století a mnohokrát přestavován. V jeho prostorách je Městské muzeum a divadelní sál divadelního sdružení Mimochodem.
- Kostel sv. Petra a Pavla, prostorná jednolodní gotická stavba z doby kolem 1400, později přestavovaná, s věží ze 16. století. Klenba lodi je světový unikát, žebra nejsou nosné, jsou pouze dekorativní z pálené hlíny. Velmi cenná je též renesanční malířská výzdoba z poloviny 16. století.
- Kostel Nejsvětější Trojice, jednolodní renesanční stavba s valenou klenbou s hřebínky a s věží z roku 1585. Na nároží zvenku je renesanční kazatelna.
- Synagoga ve stylu vesnického baroka v ulici Na Potoce, jihovýchodně od náměstí, postavena roku 1739 po vyhoření staré synagogy z roku 1606, po dalším požáru v 19. st. byla klasicistně upravena. Roku 1860 zde byl obřezán budoucí hudební skladatel Gustav Mahler. Po válce sloužila jako skladiště, roku 1991 byla prohlášena za kulturní památku.
- Židovský hřbitov jihozápadně od města vznikl roku 1601, nejstarší náhrobní kámen byl z roku 1679, funkci přestal plnit po 2. sv. válce.
- Thunovský letohrádek v Horní Ledči za hradem, raně barokní stavba z konce 17. století, v současné době v rekonstrukci.
- Mariánský sloup uprostřed náměstí z roku 1770 od Jakuba Teplého.
- Jeskyně Pod Šeptouchovem, vápencová jeskyně pod vrchem Šeptouchov, součást Ledečského krasu.
- Jeskyně Na Hůrce, největší jeskyně Ledečského krasu.
- Husův sbor Církve československé husitské postavený v letech 1926 a 1927. Strop liturgické síně je ve stylu art deco.[7][45]
- Pamětní deska Bohumíru Fürstovi-Fiřtovi na Husově náměstí[46]
- Pamětní deska obětem politického útlaku v 50. letech na ulici Koželská[47]
- Pomník Josefu Toufarovi před kostelem sv. Petra a Pavla[48]

### Okolí
- Stvořidla – přírodní rezervace v údolí řeky Sázavy. Balvanité až skalnaté řečiště má v tomto místě prudký spád a vytváří řadu peřejí.
- Loukov (Dolní Město) – zaniklá vesnice, na jejíž význam upomíná dnes již pouze kostel sv. Markéty ze 14. století, který je pozoruhodnou ukázkou typického gotického venkovského chrámu.
- Chřenovický kostel sv. Václava – postavený v létech 1226–1236 v románsko-gotickém slohu s vysokou věží.
- Sluneční zátoka – místo, kam zajížděl český spisovatel pro mládež Jaroslav Foglar (Jestřáb) se svým skautským oddílem a které ho inspirovalo k napsání knihy „Hoši od Bobří řeky“.
- Melechov – nejvyšší vrch na Ledečsku (713 m n. m.). V době husitských válek se nazýval Oreb.

## Osobnosti
S městem jsou spjaty tyto osobnosti:
- Zdeněk Hynek Bárta (1891–1987), český sportovec
- Petra Čechová (* 1981), česká fotbalistka
- Irena Dodalová (1900–1989), česká  filmová producentka, scenáristka, režisérka animovaného a dokumentárního filmu a divadelní pedagožka
- Miloš Doležal (* 1970), český básník, spisovatel a publicista, redaktor Českého rozhlasu Vltava, autor knih o číhošťském faráři P. Josefu Toufarovi
- Václava Domšová (1957–2014), česká politička, starostka Dešťného v Orlických Horách v letech 1994–2002, senátorka a zootechnička
- Vojtěch Hlaváč (1849–1911), varhaník, skladatel, dirigent a vynálezce působící převážně v Rusku
- David Kalivoda (* 1982), český fotbalista
- Milan Nerad (* 1921), dlouholetý politický vězeň a místopředseda KPV
- Otakar Nožíř (1917–2006), český fotbalista
- Václav Perknovský (1812–1871), kupec, první c. k. poštmistr, starosta
- Vilém Perknovský (1842–1928), poštmistr, starosta a podnikatel
- Lev Sychrava (1887–1958), český právník, novinář, diplomat a politik
- Jan Šeba ( 1886–1953), český legionář, diplomat a politik
- Ondřej Šourek (* 1983), český fotbalový obránce
- Jakub Teplý (1729–1802), sochař a řezbář
- Jan Antonín Venuto (1746–1833), kanovník a malíř
- Tomáš Zdechovský (* 1979), poslanec Evropského parlamentu